# De Knyff

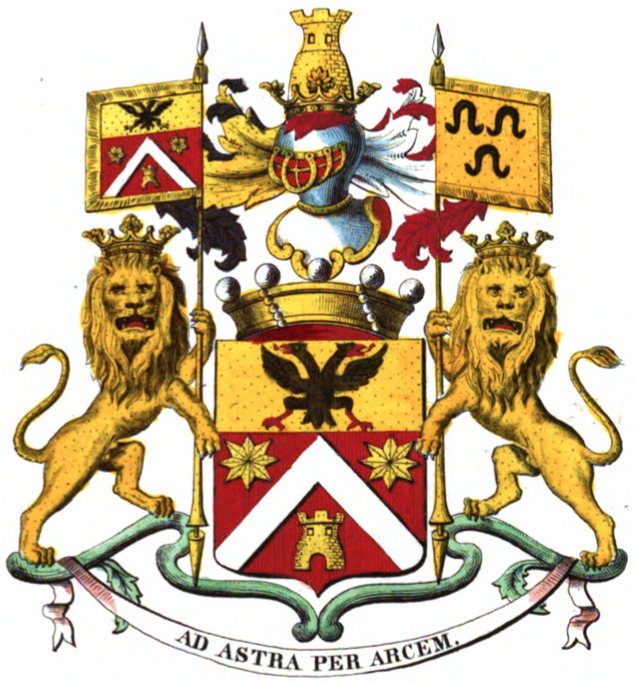
Wapen van de familie de Knyff

De Knyff is een Zuid-Nederlandse adellijke familie.

## Geschiedenis
- In 1719 verleende keizer Karel VI, langs het onregelmatig kanaal van de keizerlijke kanselarij, de riddertitel van het Heilige Roomse Rijk aan Jacques Knyff.
- In 1734 werd de adellijke gunst aan Jacques Knyffe bevestigd, ditmaal door het regelmatige kanaal van de kanselarij in de Oostenrijkse Nederlanden.
- In 1756 verleende keizerin Maria Theresia de persoonlijke titel ridder aan twee zoons van Jacques Knyff:
  - Jean-François de Knyff.
  - Michel de Knyff.

## Genealogie
- Jacques Knyff (1681-1756), x Marie Verbiest (1683-1724)
  - Jean-François de Knyff (1711-1775), x Catherine del Campo († 1722)
    - Jean-Auguste de Knyff (1748-1819), x Isabelle Grigis (1751-1809)
      - Jean de Knyff (zie hierna)

  - Michel de Knyff (1720-1797), x Marie-Thérèse de Bosschaert (†1764)
    - Jacques Michel de Knyff (1753-1812), schepen en stadssecretaris van Antwerpen, x Isabelle le Candèle (1767-1840)
      - Joseph de Knyff (zie hierna)

    - Charles de Knyff (zie hierna)
    - Pierre de Knyff (zie hierna)

## Jean de Knyff
- Jean Jacques Théodore de Knyff (Antwerpen, 12 juli 1790 - Sint-Katelijne-Waver, 28 november 1860) verkreeg in 1822 onder het Verenigd Koninkrijk der Nederlanden erkenning van erfelijke adel met de titel ridder, overdraagbaar op alle mannelijke afstammelingen. Hij trouwde met Emilie de Meulenaer (1795-1826).
  - Emile de Knyff (1817-1852) trouwde met Florence du Trieu de Terdonck, dochter van senator Charles du Trieu de Terdonck. Emile was provincieraadslid voor de provincie Antwerpen en majoor van de Burgerwacht in Sint-Katelijne-Waver. Het echtpaar kreeg drie dochters en doofde uit met de dood van Jean-Jacques.

## Joseph de Knyff
Joseph Jacques Gérard de Knyff (Antwerpen, 23 november 1793 - 15 december 1839) trouwde in 1817 met Pauline della Faille (1798-1859). Ze hadden twee dochters. In 1822 werd hij erkend in de erfelijke adel, met de titel ridder overdraagbaar op alle mannelijke afstammelingen. De tak doofde uit bij zijn dood in 1839.

## Charles de Knyff

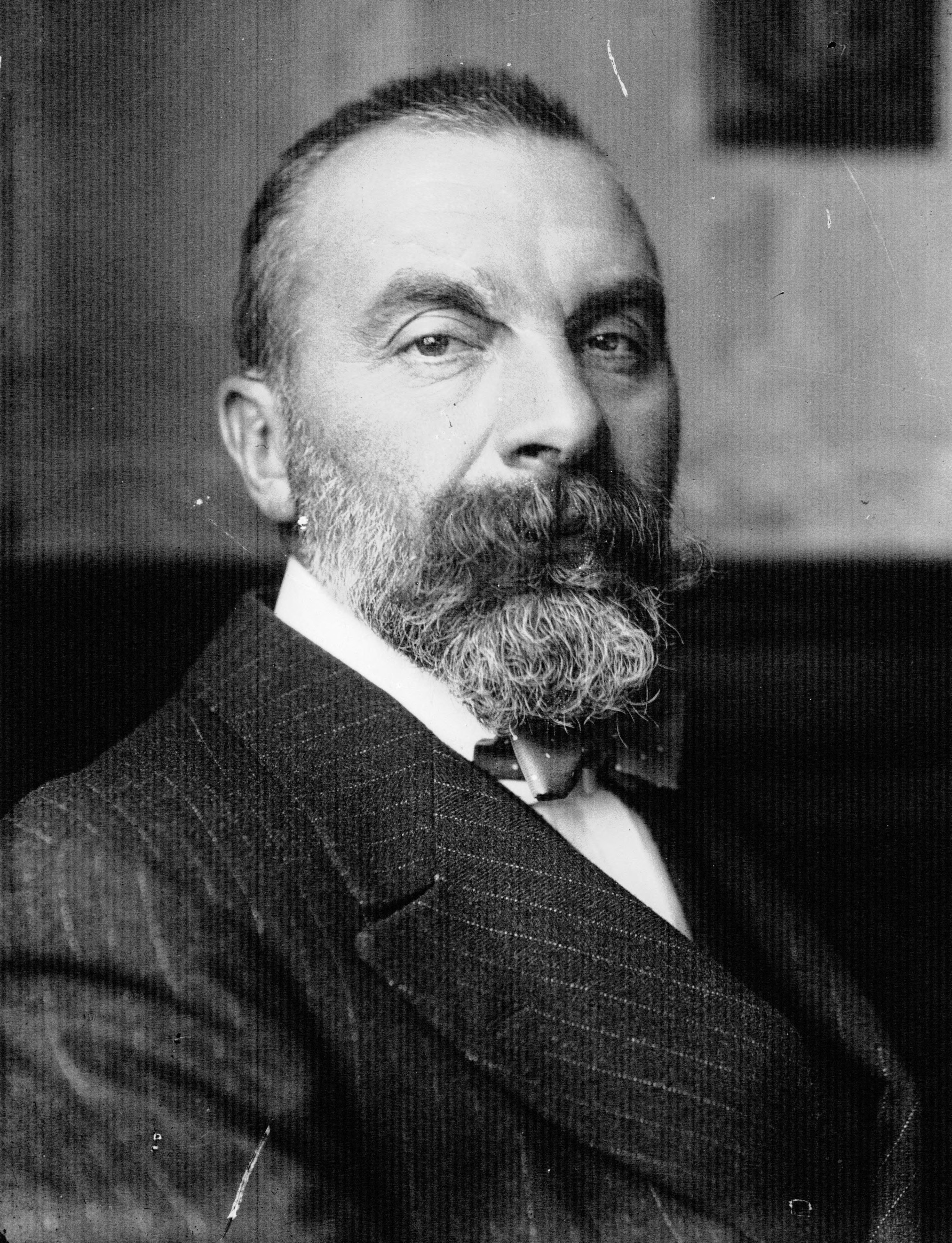
Portret van autorenner René de Knyff in 1912

- Charles Joseph Xavier de Knyff (Antwerpen, 3 december 1754 - 15 januari 1826) trouwde met Thérèse Vermoelen (1751-1824). In 1783 was hij grootaalmoezenier van Antwerpen. In 1822 werd hij erkend in de erfelijke adel, met de titel ridder overdraagbaar op alle mannelijke afstammelingen.
  - Charles de Knyff (1786-1841), trouwde met Marie-Thérèse de Wael (1785-1810) en met Charlotte van Havre (1790-1859).
    - Léonce de Knyff (1813-1866), trouwde met Gebrielle van der Heyden (1842-1895). 
      - René de Knyff (1865-1955) was een van de eerste autorenners. Hij won heel wat wedstrijden, meestal op auto's van het merk Panhard. Hij was zesenvijftig toen hij trouwde met de Oostenrijkse Dora Schmidt (1886-1983). Kinderloos gebleven, doofde deze familietak uit in 1955.

    - Théodore de Knyff (1824-1878), trouwde met Maria Hanogh (1845-1940).
      - Armand de Knyff (1869-1939), trouwde met Emma Maupeu (1884-1943). Deze familietak doofde uit in 1939.

    - Oscar de Knyff (1830-1897) was advocaat. Hij trouwde met (maar scheidde in 1876 van) Eugénie Demeurs (1846-1917). Ze kregen vijf kinderen.
      - Gaëtan de Knyff (1871-1933) trouwde met Marcelle de Werbrouck (1881-1918). Ze hadden drie zoons. In het kielzog van zijn neef René de Knyff, nam hij in het begin van de twintigste eeuw deel aan autoraces.
        - André de Knyff (1904-1987), industrieel, koos voor de Franse nationaliteit, trouwde met Colette Arnoux (1915-200). Met afstammelingen tot heden.
        - Gilbert de Knyff (1905-1980), kunstexpert, koos voor de Franse nationaliteit, trouwde vijfmaal maar heeft geen afstammelingen.
        - Roland de Knyff (1916-2009), handelsdirecteur. In hem zal zijn tak uitdoven.

## Pierre de Knyff

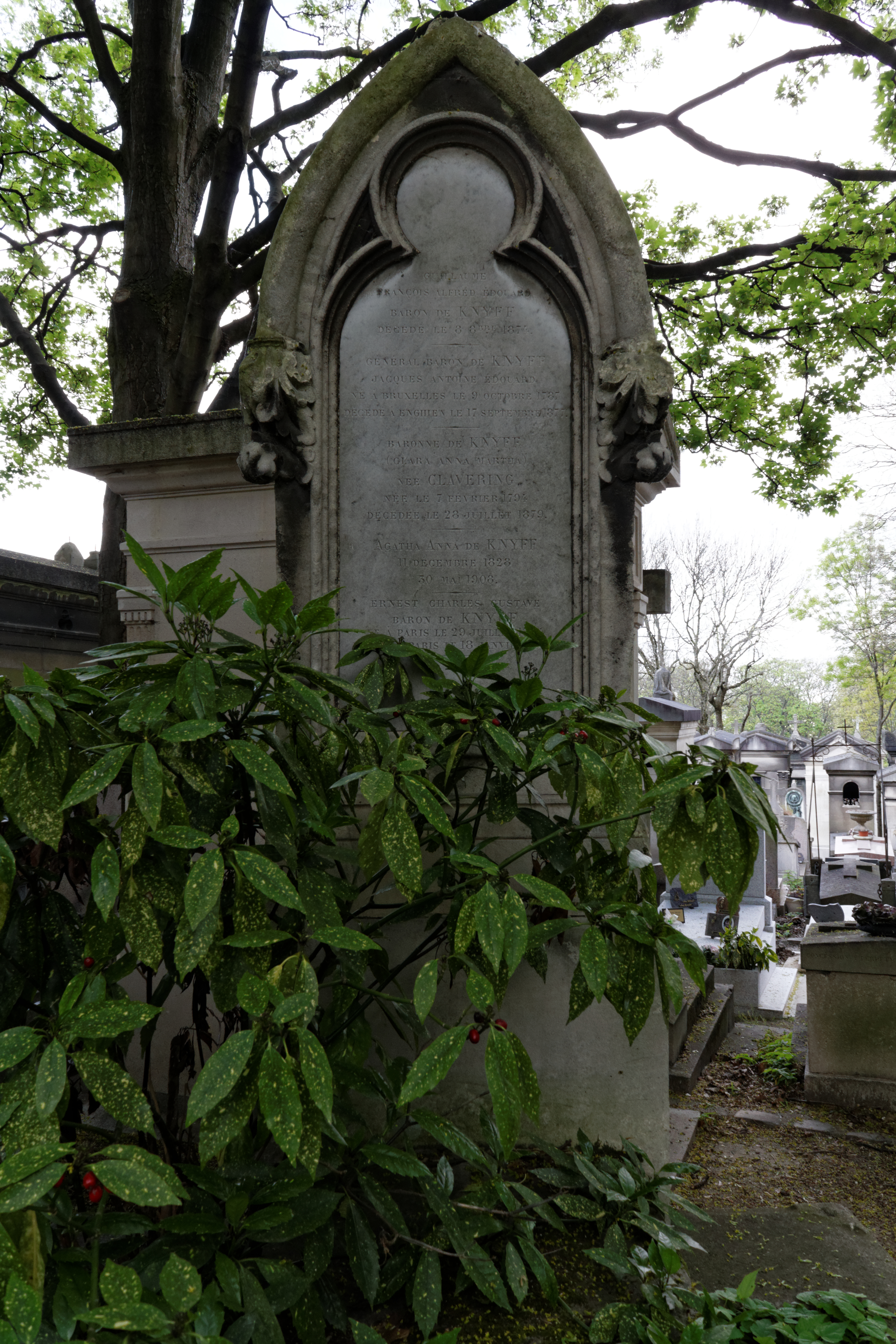
Grafmonument op Père-Lachaise en begraafplaats van generaal de Knyff en familie

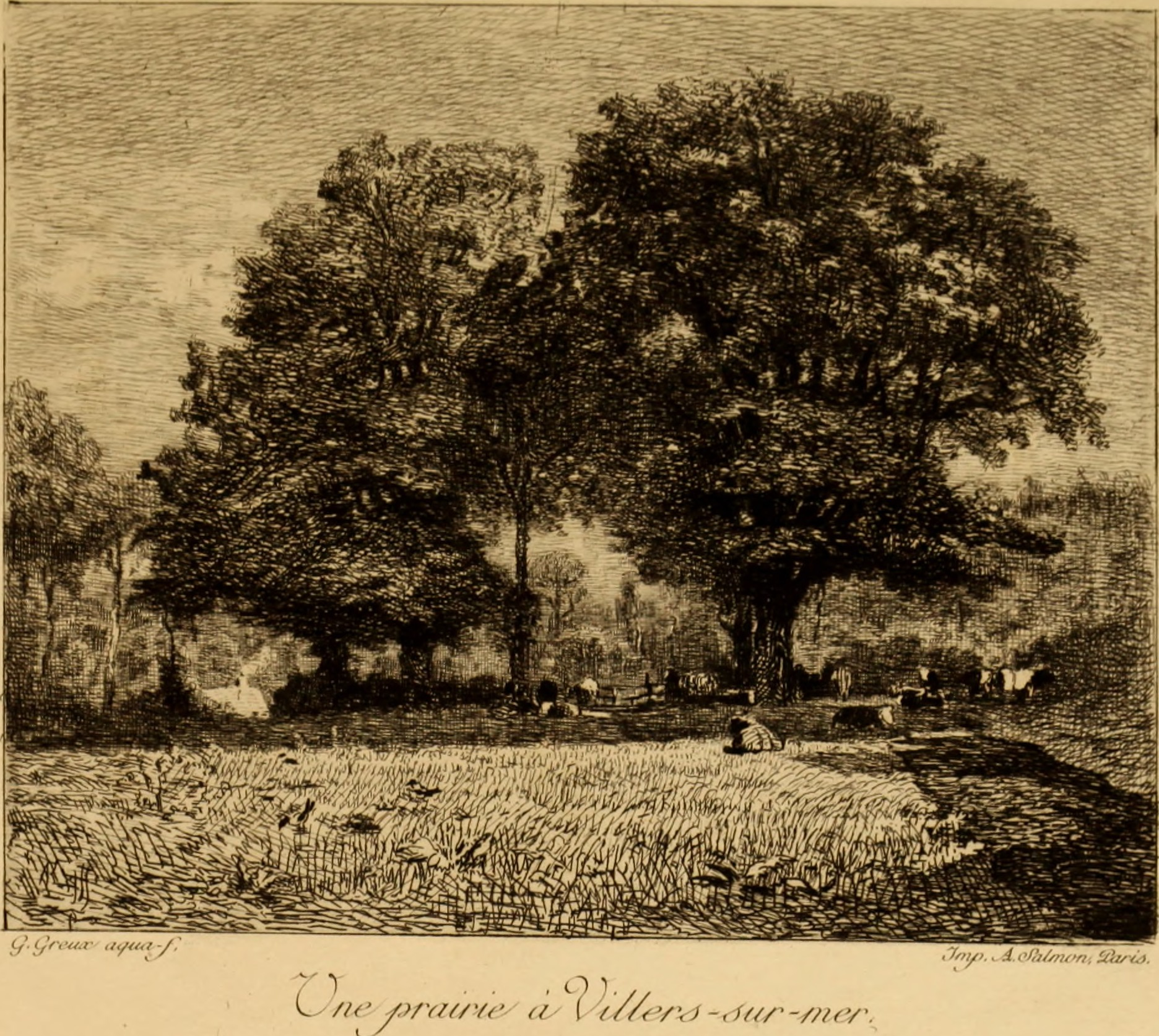
een lithografie door Alfred de Knyff

- Pierre Charles Joseph de Knyff (Antwerpen, 28 augustus 1758 - Brussel, 7 april 1842) trouwde met Adrienne Henssens (1764-1826). In 1822 werd hij erkend in de erfelijke adel, met de titel ridder overdraagbaar op alle mannelijke afstammelingen. Hij was gemeenteraadslid in Brussel en lid van de Staten van Brabant.
  - Pierre Michel de Knyff (1784-1847) trouwde in 1810 met Constance de Vinchent de Gontrœul (1790-1865). Hij werd referendaris bij de Raad van State, directeur-generaal van de Politie en schepen van de stad Brussel. Hij had vier kinderen, maar de familietak doofde uit in 1893.
    - Alfred de Knyff (1819-1885) was landschapsschilder.

  - Edouard de Knyff (1787-1877), vleugeladjudant van de prins van Oranje, werd generaal-majoor. In 1825 werd hij baron. Uit twee huwelijken had hij vier kinderen, maar zonder verdere afstammelingen. Deze familietak doofde uit bij het overlijden van Edouard.